# Pheroliodidae
Pheroliodidae – rodzina roztoczy z kohorty mechowców i nadrodziny Plateremaeoidea.
Rodzina ta została wprowadzona w 1987 roku przez Adilsona Diasa Paschoala.
Mechowce te osiągają od 300 do 1200 μm. Ich oskórek pokryty jest cienką warstwą cerotegumentu, zawsze tworzącą mikroguzki. Notogaster mają płaski, prawie całkiem jajowaty, opatrzony tektum. Oskórek na nim oraz na prodorsum i spodzie ciała ma dołeczkowaną rzeźbę. Otwór płciowy i gruszkowaty otwór odbytowy ciągłe. Szczeciny genitalne obecne w liczbie 6 lub 7 par, a analne i adanalne w liczbie 3 par. Odnóża trójpalczaste.
Należą tu 3 lub 4 rodzaje:
- Lopholiodes Paschoal, 1987
- Nooliodes Paschoal, 1989
- Pheroliodes Grandjean, 1931

Rodzaj Lyrifissiella jest zaliczany tu przez Luisa Subíasa (2010), natomiast H. Schatz i współpracownicy (2011) umieszczają go w monotypowej rodzinie Lyrifissiellidae.